# Ferdinand Kinz
Ferdinand Kinz (18. dubna 1872 Bregenz – 2. října 1935 Bregenz) byl rakouský politik, na počátku 20. století poslanec Říšské rady.

## Biografie
Vychodil národní školu a gymnázium. Vystudoval Innsbruckou univerzitu. Během studií založil v Innsbrucku buršácký spolek Germania. Roku 1899 získal titul doktora práv. Působil jako advokát v rodném Bregenzu. Angažoval se v politice jako člen německých politických stran. V letech 1906–1929 byl starostou Bregenzu. V letech 1907–1912 byl též poslancem Vorarlberského zemského sněmu.
Na počátku 20. století se zapojil i do celostátní politiky. Ve volbách do Říšské rady roku 1911 získal mandát v Říšské radě (celostátní zákonodárný sbor) za obvod Vorarlbersko 1. Usedl do poslanecké frakce Německý národní svaz, do které se sloučily německé konzervativně-liberální a nacionální politické proudy. Ve vídeňském parlamentu setrval až do zániku monarchie. K roku 1911 se profesně uvádí jako starosta a advokát. Jako poslanec podporoval rozvoj školství a dopravní sítě ve svém regionu. Zasloužil se o výstavbu dvou mostů přes Bregenzer Ach a inicioval zbudování lanové dráhy Pfänderbahn.
V letech 1918–1919 zasedal jako poslanec Provizorního národního shromáždění Německého Rakouska (Provisorische Nationalversammlung), nyní za Německou nacionální stranu (DnP).